# Buri (Južna Afrika)
Buri (afr. Boere) ili Afrikaneri je naziv za narod germanske jezične grane indoeuropske etnolingvističke porodice, nastanjenog u Južnoj Africi. Buri su potomci nizozemskih naseljenika te prognanih francuskih hugenota. U novije vrijeme ime Afrikaneri se nekorektno koristi za označavanje kulturno i lingvistički asimiliranih dijelova raznih tribalnih zajednica, napose Hotentota i nekih crnačkih grupa kao i potomaka doseljenih Malajaca. 

## Ime
Povijest Bura počinje sredinom 1600.-tih godina, točnije (1652.) naseljavanjem brojnih Nizozemaca iz Nizozemske, koje Vereenigde Oostindische Compagnie, šalje da osnivaju naselja u Južnoj Africi. Ovim kolonistima pridružio se i manji dio francuskih protestanata (hugenota). Njihovi potomci današnji su Buri (Boers, u značenju  'farmeri' ) ili Afrikaneri (niz. =Afrikanci), ime koje su dobili prema lokalitetu.
Ostali nazivi kojim su nazivani ovi ljudi su Grensboere (Border Boers), Voortrekkers i Cape Boers, i ne mogu predstavljati posebne etničke nazive. Ovi stariji nazivi tek su opisna imena kojima se označavaju dijelovi istoga naroda. Grensboere označava granične Bure s istoka Capea. Cape Boers je naziv za Bure sa zapada Capea, dok naziv Voortrekkers označava Bure koji su zaprežnim kolima (volovske zaprege) pokrenuli masovnu migraciju u unutrašnjost. Riječ 'trek' označava ' putovanje kolima ', a samo putovanje od povjesničara je dobilo naziv (Groote Trek) ili Great Trek (' veliko putovanje na kolima '). Trek označava i seobu, ali seoba Bura vršila se na volovskim zapregama.
U skoro vrijeme ime Bura, točnije njihov lokalitetni naziv Afrikaneri počeo se primjenjivati i za narode koji genetski ni rasno nemaju nikakve veze s pravim Burima. Manje je poznato da ove 'lažne' Afrikanere treba nazivati imenom "bruin afrikaners" ili "bruinmense" ('Smeđi Afrikaneri), jer se radi o kulturno i jezično asmiliranom stranom rasnom elementu, napose o raznim hotentotskim plemenskim zajednicama, kao što su plemena Nama i Griqua, nadalje narodima iz drugih dijelova Afrike kao što je Madagaskar, Zulu-crnci, Malajci, Javanci i narodi koji su iz Indije 1860. dopremljeni na rad na plantaže. Cijela ova ne-afrikanerska akulturirana zajednica počela nazivati Afrikanerima. Afrikanersko ime su asimilirani ne-Afrikaneri i zadržali. Segregacija stanovništva Južne Afrike dovodi i do nastajanja Obojenih (Coloured; pl. Coloureds ili Smeđih Afrikanera) koji govore afrikanerski. Među Obojenima također postoje razlike, pa imamo Malay Cape Coloured ili Smeđi Afrikaneri (Brown Afrikaners.). Prvi malajski robovi došli su ovamo 1657. Snažni ogranak čine među njima i Khoikhoi (Khoikhoin), San i Xhosa (izgovor koza), prva dva poznatiji kao Hotentoti i Bušmani. 'Obojeni' i 'bijeli' Afrikaneri razdvojeni su jakim socijalnim i klasnim razlikama, spaja ih jezik i razdvaja netrpeljivost.  
Danas postoji oko 7.000.000 afrikaanas-govornika, od kojih preko polovice čine 'Obojeni'. Dio Obojenih otišao je u bush gdje su postali neustrašivi ratnici na konjima, to su pripadnici hotentotskog plemena Griqua.

## Povijest
Naseljavanje kolonista počinje nakon što je VOC /Vereenigde Oostindische Compagnie, ili Nizozemska Istočnoindijska Kompanija/ uputio sredinom 17. stoljeća brojne ljude iz Nizozemske na osnivanje naselja u južnu Afriku. Ovi se naseljavanu na području Kejpa (Cape), kraja što su ga naseljavali Bušmani i Bantu-crnci. Nizozemci sa sobom dovedoše robove iz drugih dijelova Afrike, s Madagaskara, Malezije i Jave. Kasnije (1860.)  sklopljenim ugovorima dovedeni su na rad na plantažama šećera i radnici iz Indije. Kejp postaje važna stanica da opskrbu brodova na putu za Istok. Velika Britanija je također zainteresirana za Kejp, i već po završetku Napoleonskih ratova što su završili 1815. Kongres u Beču doznačio je područje za Ujedinjeno Kraljevstvo. Ovim počinje i engleski kolonijalizam Južne Afrike, a prvi engleski kolonisti dolaze 1820.
Dolaskom Engleza počinju nevolje za Afrikanere (=Afrikance; tako prozvanima zbog svog odlaska u Afriku), pa uvođenjem britanske administracije već 1835. započinje 'Veliki trek' tisuće Afrikanera prema sjeveru. Osnivaju se burske republike Oranje Vrijstaat (Orange Free State) i Transvaal. Oranje Vrijstaat se osnovala 17 veljače 1854., a već 23 istog mjeseca i službeno je nezavisna. 
Drugi značajan datum svakako je otktriće dijamanata 1867. blizu Kimberleya, kao i zlata 1886 u Witwatersrand (the Rand) u Transvaalu. Od zlata i dijamanata najmanje će koristi imati sami Buri. Dolazi do drugog burskog rata 1899. koji je rezultirao engleskom pobjedom 1902. Sve ovo dovodi do gubitka nezavisnosti burskog naroda. Cape, Natal, Transvaal i Oranje Vrijstaat 1910. postat će Južnoafričkom unijom, s Louis Bothom kao premijerom.
Botha se iskazao u ratu potukavši njemačke snage uz minimalne gubitke. Nijemci su se 9 srpnja predali, a skršen je i burski ustanak. Bothu nasljeđuje Jan Smuts, rođen u burskoj obitelji, po ocu nizozemskog porijekla, dok mu je majka bila hugenotkinja. Smuts ne zastupa bursku stvar i naklonjen je Englezima, pa od (1910–1919) postaje i ministar obrane. Već 1916. skršio je burski ustanak i postao general Južnoafričkih snaga koje predvodi protiv Njemačke Istočne Afrike. Godine 1919. Smuts potpisuje i Versajski ugovor. 
Smuts je politički veoma aktivan a od 1933-1939 postaje ministar pravosuđa, a 1941. i feldmaršal. Njegov kraj doći će tek 1948. kada gubi izbore a kao ministar od 1948 do 1954 postaje Daniel Malan. Za vrijeme Malanovog režima Južnoafrička Republika podijelila se na bijelu crnu i obojenu.
Period apartheida započinje vladavinom afrikanerske Herenigde Nasionale Party, pojavljuju se razne afrikanerske novine i kulturni pokreti, kao što su Afrikaner Broederbond ili 'league of Afrikaner brothers' (ukratko AB) i Ossewabrandwag. Cilj je AB-a očuvanje afrikanerske kulture i razvoj ekonomije.-AB se polako infiltrira u politiku i druge slojeve državnog života postavši pravo 'tajno' društvo, a od 1947. kontrolira i South African Bureau of Racial Affairs (SABRA). Potrebno je naglasiti i da su svi premijeri i predsjednici Južnoafričke Republike od 1948. pa do kraja apartheida 1994. bili članovi AB-a. Godine 1993. Afrikaner Broederbond izlazi iz tajnosti i postaje Afrikanerbond, otvorivši svoja vrata ženama i drugim rasama.

## Život i običaji Bura
Kultura Afrikanera temelji se na kršćanskoj fundamentalnoj religiji iz 17. stoljeća, poznatoj kao kalvinizam. Tradicionalno žive u patrijarhatu u čijim je obiteljima veoma izraženo veliko poštovanje prema roditeljima i starijima. Obitelj je kod Bura velika, donedavno s više od desetoro djece, nerijetko i 12-15. Djeca se roditeljima obraćaju s "Pappa" i "Mamma" a starijim osobama, bez obzira bili obitelj ili ne, s "oom" (striče) i "tannie" teta).
Afrikaneri, napose ruralni veliki su mesojedi, obožavatelji pečenja (roštilj), kod njih nazivan braaivleis, ili često samo "braai", nadalje biltong ili osušeno slano meso. Poznata njihova poslastica je mliječni kolač [melktert] i desert poznat kao koeksisters, kojemu su glavni sastojci šećer i voda, a priprema se kuhajući uz još neke dodatke oko 10 minuta.
Burskoj glazbi (Boeremusiek) ključni instrument je končertina, svira se u pratnji gitare, bandža, piana, akordeona i bubnjeva.
Buri vole bush, i provode mnogo vremena izvan kućnih zidova. Još i danas mnogi žive i rade kao farmeri.

## Vanjske poveznice
- Afrikaner Nationalism Captures The State.
- The Afrikaners of South Africa.
- Afrique du Sud  Arhivirana inačica izvorne stranice od 25. lipnja 2007. (Wayback Machine)
- Afrique du Sud
- Boer soldiers
- British Policies and Afrikaner Discontent
- The genetic heritage of one Afrikaner family